# Aimone di Modena
Aimone di Modena (fl. XII secolo) fu un canonico e maestro di scuola vissuto nel dodicesimo secolo.
Gli vengono attribuiti un'iscrizione latina del duomo di Modena e il testo originario di una Relatio translationis corporis s. Geminiani, pervenutaci in due redazioni rimaneggiate successivamente, che illustra la fondazione della cattedrale di Modena e gli avvenimenti che l'accompagnarono (1099–1106).